# Серапион Алжирский
Святой Серапион Алжирский (англ. Serapion of Algiers, 1179, Лондон — 14 ноября 1240, Алжир) — английский католический священник-мерседарианец, первый мученик из своего ордена.
В юности сопровождал своего отца во время крестовых походов и участвовал в битве при Акре в 1191 году. Служил в армиях Ричарда Львиное Сердце и Леопольда VI во время крестовых походов. Участвовал в Реконкисте, служа в вооруженных силах короля Кастилии Альфонсо VIII или короля Леона Альфонсо IX. Познакомился с Петром Ноласко в Барселоне и в 1222 году вступил в орден мерседариев. Целью мерседариев было освобождение христианских пленников из мусульманских тюрем. Ему поручили распространить влияние ордена в Англии, но пираты захватили корабль и бросили его умирать. Он выжил и отправился в Лондон, но его проповеди навлекли на него неприятности и ему пришлось покинуть город.
Существуют различные версии его смерти. По одной из версий, он был забит до смерти французскими пиратами в Марселе. В 1240 году он совершил две поездки с целью выкупа пленных. Первая была в Мурсию, где он купил свободу 98 рабов; вторая — в Алжир, где он освободил 87 рабов, но сам остался заложником до полной выплаты денег. По широко распространённой ранней версии, выкуп не поступил вовремя и Серапиона убили, прибив к Х-образному кресту, а затем расчленив. Другая версия взята из анналов мерседариев: «Захваченный в Шотландии английскими пиратами, Серапион был привязан по рукам и ногам к двум шестам, а затем избит, расчленён и выпотрошен. Наконец, ему частично отрубили голову, оставив её свисать».
Беатифицирован 23 марта 1625 года папой Урбаном VIII, канонизирован 14 апреля 1728 года папой Бенедиктом XIII. Папа Бенедикт XIII включил его в римский мартиролог.
День памяти — 14 ноября.